# Antonín Janoušek
Antonín Janoušek (Nymburk, 22 agosto 1877 – Mosca, 30 marzo 1941) è stato un politico e giornalista cecoslovacco.

## Biografia
Nel 1895 divenne membro del partito socialdemocratico e a partire dal 1906 iniziò a lavorare come giornalista e come rappresentante sindacale..
Nel 1919 guidò la delegazione Ceca e Slovacca nel comitato centrale del Partito comunista ungherese. Dal 20 giugno al 7 luglio 1919 fu il leader (predseda revolučného výboru) dell'effimera Repubblica Sovietica Slovacca.
Nel 1920 fu condannato a morte dal regime dell'ammiraglio Miklós Horthy e fu estradato in Cecoslovacchia. Nel 1922 Janoušek fuggì in Unione Sovietica dove divenne funzionario del Consiglio dell'Internazionale dei Lavoratori.